# Karel Klaver
Karel Klaver, född den 29 september 1978 i Amsterdam, Nederländerna, är en nederländsk landhockeyspelare.
Han tog OS-silver i herrarnas landhockeyturnering i samband med de olympiska landhockeytävlingarna 2004 i Aten.